# 江念庭
江念庭（1960年4月20日—），本名吳貞慧，台灣女歌手，曾二度入圍金曲獎。

## 簡歷
江念庭原先在公家單位上班，又在民歌西餐廳演唱，後被藍與白唱片公司相中發行唱片，曾與羅時豐一起發行台語唱片。1990年以歌曲〈滿街都是寂寞的朋友嗎？〉獲得第2屆金曲獎新人獎入圍，隔年再以一首〈永不流淚的眼睛〉入圍第3屆金曲獎最佳國語歌曲女演唱人獎。但後來因感情因素而退出演藝圈。
1999年，曾應潘美辰之邀，復出為921地震合唱。
江念庭現為一名虔誠基督徒、美商傳銷專業人員。2022年復出，推出新專輯《嘸啥人知的歌星》
。
2023年，推出新作品《原湯》。2025年2月參與「民歌五十」小巨蛋的演唱會，演出公益微電影《農村CEO》中母親的角色，並演唱片尾曲《厝鳥仔崽》。

## 音樂專輯
- 1989年 - 滿街都是寂寞的朋友嗎
- 1990年 - 永不流淚的眼睛
- 2022年 - 嘸啥人知的歌星

## 獎項紀錄
| 年份   | 頒獎典禮    | 獎項                   | 作品                 | 結果 |
| ------ | ----------- | ---------------------- | -------------------- | ---- |
| 1990年 | 第2屆金曲獎 | 新人獎                 | 滿街都是寂寞的朋友嗎 | 提名 |
| 1991年 | 第3屆金曲獎 | 最佳國語歌曲女演唱人獎 | 永不流淚的眼睛       | 提名 |